# كارل هيرتسوغ
كارل هيرزوغ (بالألمانية: Karl Herzog)‏ هو عسكري ألماني، ولد في 6 يوليو 1906 في نورنبرغ في ألمانيا، وتوفي في 25 يناير 1998 في ميونخ في ألمانيا.